# Soresina
Soresina es una localidad y comune italiana de la provincia de Cremona, región de Lombardía, con 9.304 habitantes.

## Evolución demográfica
| Gráfica de evolución demográfica de Soresina entre 1861 y 2001 |
|                                                                |
| Fuente ISTAT - elaboración gráfica de Wikipedia                |